# Amityville Horror - La fuga del diavolo
Amityville Horror - La fuga del diavolo, o anche Amityville 4: La fuga del diavolo, è un film prodotto nel 1989 per la rete televisiva NBC, diretto da Sandor Stern, tratto dal romanzo Amityville: The Evil Escapes di John G. Jones, ispirato alla saga della casa maledetta di Amityville, Long Island, ma di storia totalmente inventata. Fu poi commercializzato in versione home video dal 2003.
L'attore principale del film, il piccolo Brian, fu interpretato dall'attore Aron Eisenberg, che da giovane subì un trapianto di reni e questo gli procurò un blocco della crescita a 152 cm .

## Trama
La famosa casa di Amityville viene esorcizzata da alcuni preti, ma un oggetto in particolare, una lampada di ottone, abbandonata al piano superiore, diventerà la dimora del diavolo. La lampada poi, verrà acquistata da Helen che, a sua volta, la regalerà a sua sorella Alice.